# Avast Antivirus
Avast, i marknadsföringssyfte skrivet avast!, är ett antivirusprogram som tillhandahålls av det tjeckiska företaget Avast Software. Den första versionen lanserades år 1988 och finns i dag tillgänglig på 45 olika språk (inklusive två varianter av kinesiska och portugisiska). Programmet kan söka igenom e-post, och det är möjligt att schemalägga en genomsökning i samband med datorstart. Från och med version 4.8 skyddar Avast även mot spionprogram och rootkits.
Avast har, vid sidan av Windows, även stöd för Linux och Apple Mac OS 10.4 och högre.